# Peter Shilton
Peter Leslie Shilton (Leicester, 18 september 1949) is een voormalig Engels voetballer die speelde als doelman. Hij ging in de boeken als de speler die als eerste de barrière van duizend competitiewedstrijden in het Engelse voetbal doorbrak. Hij speelde op dat moment (1997) voor het Londense Leyton Orient en de wedstrijd werd speciaal voor deze gebeurtenis live op televisie uitgezonden.

## Clubcarrière
Met Nottingham Forest, onder manager Brian Clough, werd Shilton eenmaal Engels landskampioen, in 1977/78. De twee daaropvolgende seizoenen 1978/79 en 1979/80 won Nottingham Forest het Europacup I-toernooi. In 1979/80 schakelde Nottingham Forest het Ajax van coach Beenhakker, Krol, Wijnberg, Boeve, Arnesen, Schoenaker, Jensen, Lerby, Van Geel, Ling en Tahamata in de halve finales nipt uit (2-0, 0-1; 2-1 totaalscore). In het door Nottingham met 1-0 verloren returnduel in Amsterdam was Shilton over de grond absoluut onverslaanbaar, maar hij incasseerde in de 66ste minuut alsnog een tegentreffer, een kopbal van Lerby, na een hoekschop bij de linker cornervlag door Arnesen.

## Interlandcarrière
Shilton voert de lijst aan van de spelers die het meest uitkwamen voor het Engels voetbalelftal. Shilton verdedigde 125 maal het doel van "The Lions". Met het Engels elftal speelde Shilton op twee EK's en drie WK's. Tijdens het WK 1986 was hij de doelman waartegen Diego Maradona met de hand wist te scoren. "De Hand van God" zorgde ervoor dat Engeland werd uitgeschakeld. Vier jaar later bereikte Shilton met Engeland de halve finales. In de achtste finale versloeg Engeland toen België. Na ook Kameroen, de revelatie van het toernooi, in de kwartfinale verslagen te hebben werd in de halve finale van West-Duitsland verloren.
Van alle 125 door Shilton gekeepte interlands hield hij in 52,80% van de gevallen zijn doel schoon. In zijn 100e interland in Düsseldorf tijdens het Europees kampioenschap voetbal 1988 moest hij echter drie doelpunten toestaan van Marco van Basten. Nederland won die wedstrijd met 3-1 en werd uiteindelijk Europees kampioen.

## Erelijst
Als speler
 Leicester City
- Football League Second Division: 1970/71
- FA Charity Shield: 1971

 Nottingham Forest
- Football League First Division: 1977/78
- Football League Cup: 1978/79
- FA Charity Shield: 1978
- Europacup I: 1978/79, 1979/80
- Europese Supercup: 1979

 Engeland
- Rous Cup: 1986, 1988, 1989

Individueel
- PFA First Division Team of the Year: 1974/75, 1977/78, 1978/79, 1979/80, 1980/81, 1981/82, 1982/83, 1983/84, 1984/85, 1985/86
- PFA Team of the Century (1977–1996): 2007
- PFA Players' Player of the Year: 1977/78
- Nottingham Forest F.C. Player of the Year: 1981/82
- Southampton F.C. Player of the Season: 1984/85, 1985/86
- FWA Tribute Award: 1991
- English Football Hall of Fame: Inducted 2002
- Football League 100 Legends